# Heinz Rothe
Heinz Rothe (* 26. Dezember 1949) ist ein ehemaliger deutscher Fußballschiedsrichter und heutiger Funktionär.
Rothe war Schiedsrichter in der DDR-Liga, in der er insgesamt 85 Spiele pfiff. Nach der deutschen Wiedervereinigung leitete er bis zu seinem Karriereende 1998 insgesamt 67 Spiele in der Fußball-Oberliga Nordost. 1979 war er Schiedsrichter bei der ersten DDR-Bestenermittlung im Frauenfußball.
Seit 2006 ist Rothe Vorsitzender des FLB-Schiedsrichterausschusses. Zudem ist er Mitarbeiter im Schiedsrichterausschuss des NOFV, in dieser Funktion ist er unter anderem verantwortlich für die Schiedsrichter-Ansetzungen im NOFV-Gebiet bis hin zur Regionalliga Nordost.